# Colias balcanica
Colias balcanica  é uma borboleta da família Pieridae. Ela é encontrada na Bósnia e Herzegovina, Sérvia, Montenegro, na República da Macedónia e na Grécia.